# Station Pikerfoss
Station Pikerfoss (Noors: Pikerfoss holdeplass) is een voormalig station in  Pikerfoss in de gemeente Kongsberg in fylke Buskerud  in  Noorwegen. Het station werd geopend in 1927. Het werd ontworpen door het eigen architectenkantoor van NSB. Pikerfoss ligt aan Numedalsbanen, de spoorlijn tussen Rødberg en Kongsberg. Het station werd net als de spoorlijn in 1989 gesloten voor personenvervoer. 